# Bloc de recherche
Le Bloc de recherche (en anglais : Search Bloc, en espagnol : Bloque de búsqueda) est une unité spéciale de la police nationale colombienne créée en 1992 pendant le mandat du président César Gaviria, et destinée à lutter contre Pablo Escobar et le cartel de Medellín.

## Histoire
Le Bloc de recherche collabore avec le Cartel de Cali et le groupe paramilitaire Los Pepes pour éliminer le cartel de Medellín.
En 1992, un représentant du gouvernement de César Gaviria, le Procureur général Gustavo de Greiff et des chefs de la police se réunissent avec les frères Rodriguez du Cartel de Cali afin de conclure une alliance pour traquer Escobar. Le Cartel de Cali finance alors un réseau d'écoutes téléphoniques et le développement d'une technique de localisation électronique.
Le Bloc de recherche mène vingt mille perquisitions à Medellín et dans toute la région où Pablo Escobar possède de très nombreuses propriétés. Il est repéré dans le quartier de Los Olivos à Medellín lorsqu'il téléphone longuement à sa femme et à son fils Juan Pablo qui sont dans un hôtel de Bogota. Le Bloc de recherche met en place un dispositif. Le commandant Hugo Martinez localise un pâté de maisons grâce à un écran de visualisation de signal de la communication. Il alerte le quartier général local de la police et un commando de dix tireurs d'élite de la police sélectionnés pour cette opération, auxquels le Cartel de Cali avait offert, à chacun d'eux, un million de dollars, est déployé. Le 2 décembre 1993, Pablo Escobar est abattu par douze balles en tentant de s'enfuir par les toits.
Après l'effondrement du cartel de Medellín, l'unité participe à la lutte contre le cartel de Cali. Les commandos du Bloc de recherche arrêtent Gilberto Rodriguez Orejuala, un chef du cartel de Cali, l'un des plus influents barons de ce cartel, au terme d'une traque déclenchée le 10 mai 1995 par le président Ernesto Samper. Il se pourrait cependant que Gilberto Rodriguez se soit délibérément remis à la police en raison de ses relations avec le gouvernement colombien.
Le Bloc de recherche est réactivé en 2004 pour lutter contre le cartel du Norte del Valle.

## Dans la culture populaire
Le Bloc de recherche est mis en scène en 2015 dans la série télévisée américaine Narcos, diffusée sur Netflix. Dans la première saison, il est commandé par Horacio Carrillo, un personnage fictif, puis par le colonel Martínez dans les saisons 2 et 3.